# Nils-Gunnar Löfgren
Nils-Gunnar Rudolf Löfgren, född 23 mars 1916 i Åbo, var en finländsk jurist. 
Löfgren, som var son till bankkamrer Karl Rudolf Löfgren och Elsa Margareta Forsman, blev student 1934, avlade högre rättsexamen 1946 och blev vicehäradshövding 1948. Han var fiskal av lägre löneklass vid Åbo hovrätt 1950–1952, fiskal av högre lägre löneklass vid Helsingfors hovrätt 1952–1955, advokatfiskal vid Helsingfors hovrätt 1955 och var häradshövding i Ålands domsaga från 1955. Han var tillförordnad justitierådman vid Åbo rådhusrätt och magistrat 1947, 1949, 1950, 1951 och 1952, tillförordnad justitierådman och notarie i Helsingfors rådhusrätt 1952–1955, viceordförande i Åbo prövningsrätt 1951–1952, extra föredragande i Högsta domstolen 1953 samt adjungerad ledamot i Helsingfors hovrätt 1953, 1954 och 1955.